# Унструт
У́нструт (нем. Unstrut) — река в Германии, левый приток реки Зале. Исток находится в северной Тюрингии возле Дингельштедта, устье в Саксонии-Анхальт. Длина реки 192 км.
На реке Унструт расположены города Бад-Лангензальца, Мюльхаузен, Зёммерда, Артерн, Фрайбург, Наумбург.
Притоки: Гера, Виппер, Хельме и Лосса.
На берегах реки у города Бад-Лангензальца 27 июня 1866 года состоялось сражение между прусско-саксонской и ганноверско-баварской армиями.